# Silvana Giacobini
Silvana Giacobini (Roma, 27 febbraio 1939) è una giornalista, scrittrice, conduttrice televisiva e opinionista italiana.

## Biografia

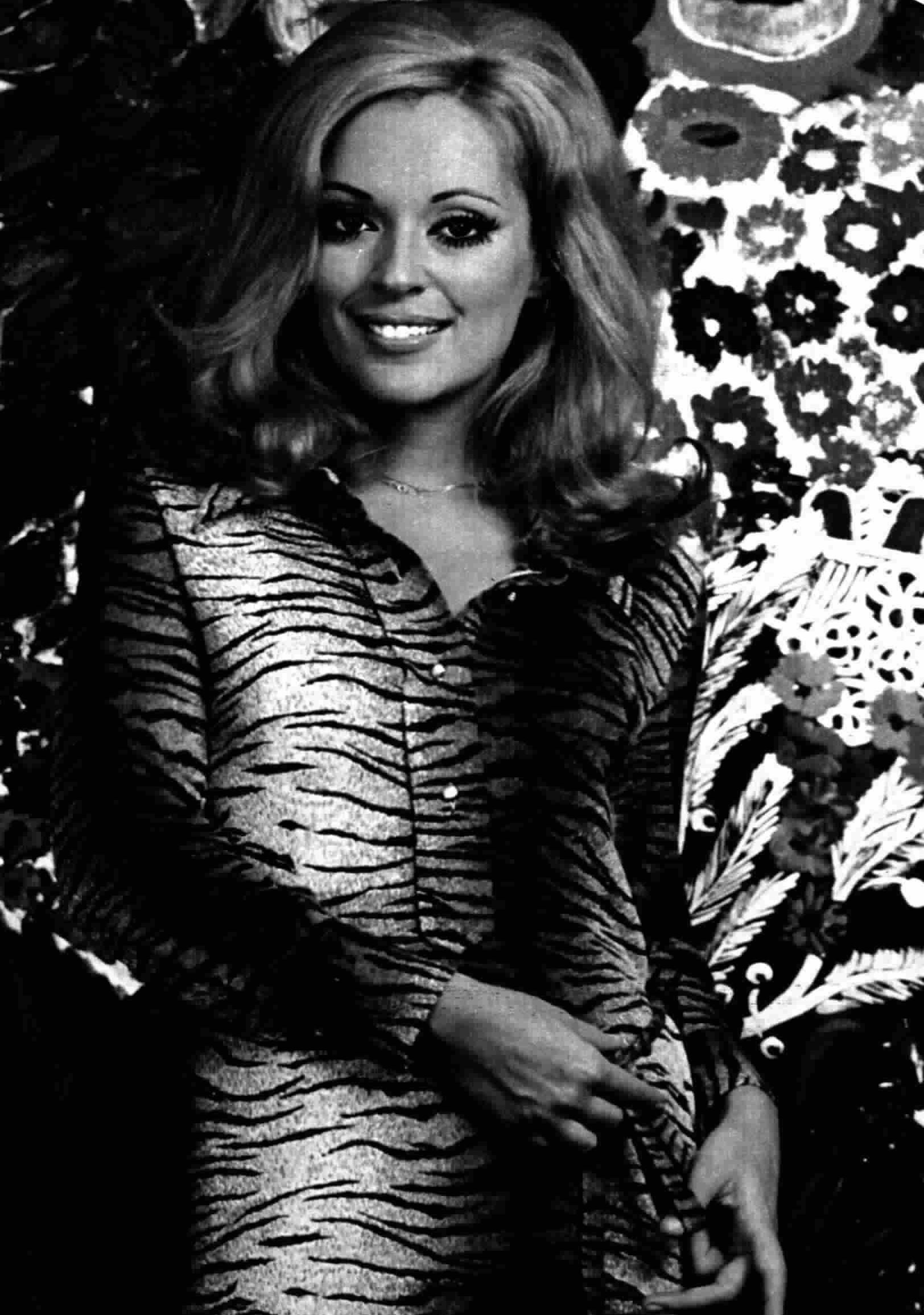
Silvana Giacobini nel 1969

Debutta nel 1962 come conduttrice televisiva. Comincia la propria carriera di giornalista negli anni settanta, lavorando per la Rusconi Editore alle testate Eva Express e Gioia, di cui diventa direttrice per diversi anni. Nel 1994 ha ideato e diretto per Arnoldo Mondadori Editore il settimanale Chi, è stata poi a capo di Diva e donna, periodico nato sempre da un suo progetto e pubblicato da Cairo Editore. Nel corso degli anni ha intervistato numerosi personaggi tra cui Gianni Versace, Hillary Clinton, Elizabeth Taylor, George Clooney e Lady Diana Spencer.
Ha anche scritto diversi romanzi fra cui La signora della città (1994) e Un bacio nel buio (1999), entrambi editi da Arnoldo Mondadori Editore. In entrambi i casi i romanzi sono stati adattati in film per la televisione, dei quali la Giacobini ha curato la sceneggiatura. Nel 2003 ha inoltre pubblicato la raccolta di poesie Fiori sul parabrezza, e nel 2007 il romanzo giallo Chiudi gli occhi. Nel 2009 ha pubblicato il romanzo Conosco il tuo segreto, seguito nel 2011 da La settima anima. Ha inoltre pubblicato le biografie di Sophia Loren, Alberto Sordi e Marcello Mastroianni.
Sin da giovanissima ha inoltre avuto esperienze come conduttrice televisiva. Nel 1977 ha condotto sulla tv laziale Quinta Rete (di proprietà di Rusconi) la trasmissione Lettere a Silvana. Nella stagione televisiva 1990/1991 ha presentato il programma mattutino di Canale 5 Gente comune, nella seconda metà degli anni novanta ha presentato su Rete 4 Chi c'è... c'è, mentre tra il 2000 e il 2002 ha condotto su Canale 5 Celebrità (entrambi i programmi erano rotocalchi sul mondo della moda e dello spettacolo e andavano in onda nel pomeriggio del sabato). In seguito ha fatto parte del cast fisso del programma Nessuno è perfetto, in onda la mattina su Canale 5 e condotto da Valeria Mazza. È spesso ospite in qualità di opinionista di varie trasmissioni televisive, fra cui Quelli che il calcio, L'isola dei famosi, Buona Domenica, Domenica in, Ballando con le stelle.

## Televisione
- Pronto, si ride? (1965) - Antologia di sketch televisivi
- Il corrierino della musica (Programma Nazionale, 1966)
- Prossimamente - Programmi per sette sere (Programma Nazionale, 1969)
- Lettere a Silvana (Quinta Rete, 1977)
- Insieme con Gioia (Antenna Nord, 1978)
- Aspettando Mezzogiorno (Rai 2, 1990)
- Gente comune (Canale 5, 1990-1991)
- Chi c'è... c'è (Rete 4, 1995-1996)
- Celebrità (Canale 5, 2000-2002)
- Nessuno è perfetto (Canale 5, 2003)

## Opere letterarie
- 1994 - La signora della città, Mondadori

- 1998 - Un bacio nel buio, Mondadori

- 2001 - Celebrità, Mondadori

- 2004 - I fiori sul parabrezza, RaiEri

- 2007 - Chiudi gli occhi, Cairo

- 2009 - Conosco il tuo segreto, Cairo

- 2010 - Sofia Loren una vita da romanzo, B.C. Dalai Editore

- 2011 - La settima anima, Cairo

- 2013 - Il leone di terracotta, Cairo

- 2015 - Questo sole ti proteggerà, Cairo

- 2016 - Hillary vista da molto vicino, Cairo

- 2018 - Albertone, Cairo

- 2019 - La schiava bianca, Cairo

- 2020 - Marcello Mastroianni, Cairo

- 2021 - Segni nell'acqua, Castelvecchi